# Leptataspis lieftincki
Leptataspis lieftincki is een halfvleugelig insect uit de familie schuimcicaden (Cercopidae). De wetenschappelijke naam van deze soort is voor het eerst geldig gepubliceerd in 1954 door Lallemand.